# Johan Banér

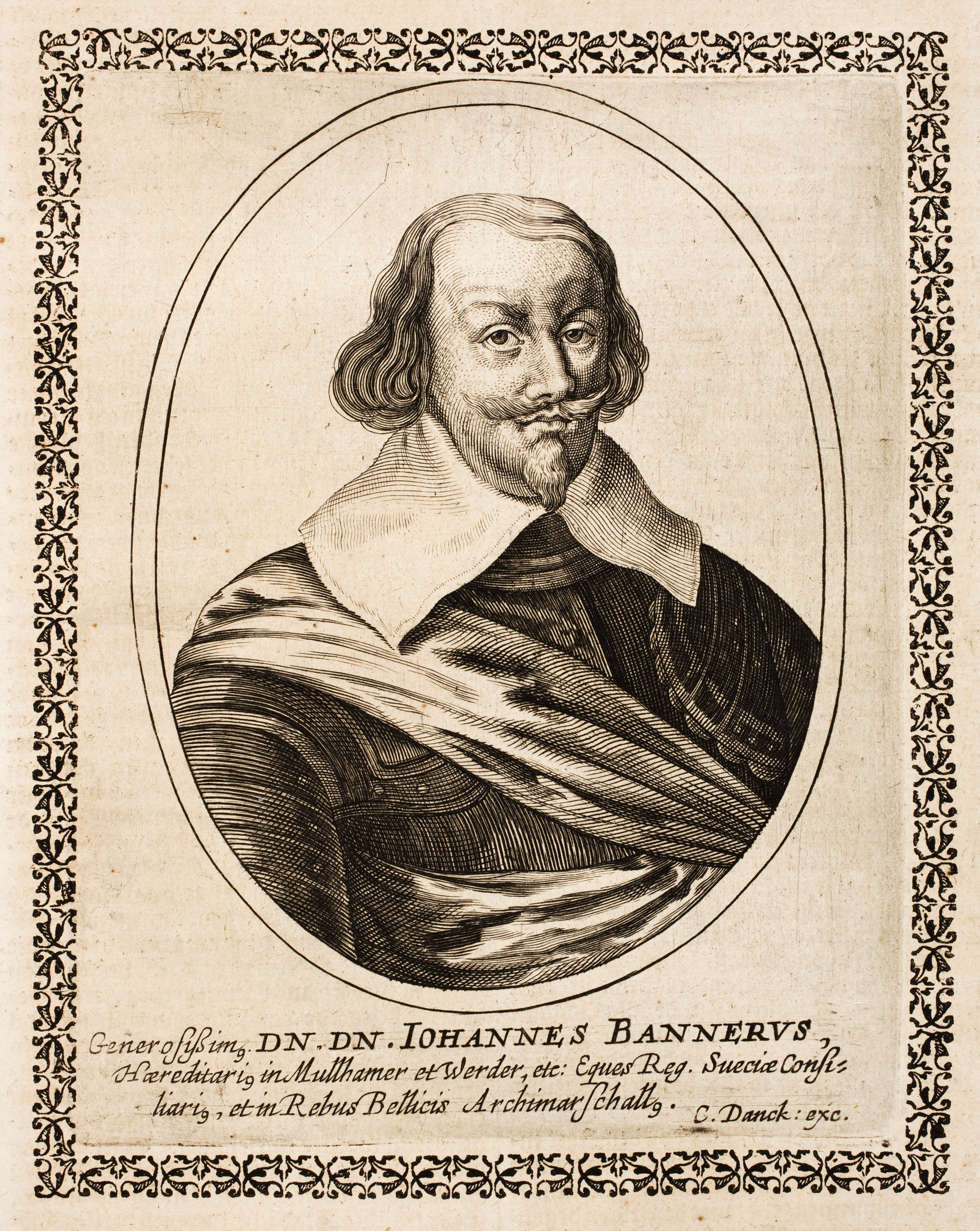
Grabado de Johan Banér

Johan Gustafsson Banér, también llamado Jan Banér (Djursholm, Uppland, Suecia, 23 de junio de 1596-Halberstadt, 10 de mayo de 1641), fue un mariscal de campo sueco en la Guerra de los Treinta Años.

## Infancia y juventud
Johan Banér nació en el castillo de Djursholm en Uppland. Cuando tenía cuatro años, fue forzado a presenciar cómo su padre, el consejero privado Gustaf Banér, y su tío, Sten Axelsson Banér (también un consejero privado), fueran ejecutados en el llamado Baño de sangre de Linköping en el año 1600. Fueron ejecutados porque habían sido acusados del cargo de alta traición por el rey Carlos IX debido a su apoyo al rey Segismundo III Vasa, y aunque fue el padre del rey Gustavo Adolfo II quien había al padre de Banér, los dos hombres desarrollaron una fuerte actividad política y militar desde una edad temprana, mayoritariamente porque Gustavo Adolfo restableció a la familia Banér sus privilegios en Suecia poco después de haber sido coronado.[cita requerida]

## Carrera militar
Banér se alistó al Ejército sueco en 1615 cuando participó en el asedio sueco de Pskov durante la Guerra de Ingria, probando ser un joven excepcional y valiente.[cita requerida] Sirvió con distinción en las guerras contra Rusia y Polonia, y había logrado el rango de Coronel[1] a la edad de 25 años.[cita requerida]
En 1630, Gustavo Adolfo marchó a Alemania y, como uno de los jefes subordinados del rey, Banér sirvió en la campaña del norte de Alemania, y en la primera Batalla de Breitenfeld dirigió el ala derecha de la caballería sueca. Estuvo presente en la toma de Augsburgo y también de Múnich, y prestó servicios en la Batalla de Rain y en Donauwörth.[1]
En el fallido asalto al campamento de Albrecht von Wallenstein en la Batalla de Alte Veste, Banér recibió una herida, y poco después, cuando Gustavo Adolfo se dirigió hacia Lützen, quedó al mando en el oeste, donde derrotó al general imperial Johann von Aldringen. Dos años más tarde, como mariscal, Banér y sus 16,000 hombres invadieron Bohemia y, en combinación con el ejército sajón, marcharon hacia Praga. Pero la derrota completa de Bernardo de Sajonia-Weimar en la primera Batalla de Nördlingen detuvo su avance victorioso.[1]
Después de este acontecimiento, la paz de Praga colocó el ejército sueco en una posición muy precaria, pero la victoria obtenida por las fuerzas unidas de Banér y Alexander Leslie en Wittstock (4 de octubre de 1636) restauró la influencia primordial de Suecia en el centro de Alemania.[1] Banér en su informe a la reina Cristina en la batalla de Wittstock escribió: "[Mis soldados] habrían caído en desorden total si el mariscal Leslie, con las cinco brigadas de infantería que disponía durante la batalla, no nos hubiera ayudado justo a tiempo y atacado valientemente, haciendo retroceder a 4 brigadas de infantería del enemigo, de modo que finalmente pudimos aliviarnos".[3]
Sin embargo, los tres ejércitos combinados eran considerablemente inferiores a los que habían sido derrotados, y en 1637 Banér fue incapaz de hacer progresos contra el enemigo. Rescatando con gran dificultad la guarnición asediada deTorgau, se retiró hacia el Oder en Pomerania.[1]
Pero en 1639 volvió a invadir el norte de Alemania, derrotando a los sajones en Chemnitz, e invadió Bohemia. Durante el invierno de 1640–1641 Banér avanzó hacia al oeste. Su último logro fue un audaz golpe notable en el Danubio. Rompiendo campamento en pleno invierno (un acontecimiento muy raro en el siglo XVII) se unió con los franceses, bajo el mando del conde de Guébriant, y atacó sorpresivamente a Ratisbona, donde se celebraba una asamblea. Sólo la ruptura del hielo impidió la captura del lugar. Acto seguido, Banér tuvo que retroceder a Halberstadt. Aquí murió el 10 de mayo de 1641, posiblemente por una cirrosis hepática avanzada causada por su consumo excesivo de alcohol, después de designar a Lennart Torstenson como su sucesor. Fue muy amado por sus hombres, quienes llevaban su cuerpo con ellos en el campo de Wolfenbüttel.[1] Por otro lado, los enemigos de Suecia se regocijaron e incluso parodiaron un réquiem con la esperanza de que ardiera en el infierno, que fue entonado en Bohemia, región que había sido saqueada numerosas veces por Banér. Fue enterrado en la Iglesia de Riddarholmen de Estocolmo.

## Valoración
Banér, un general sueco cumplido, consiguió sus mejores resultados durante el reinado de la reina Cristina bajo las órdenes de Axel Oxenstierna. Si Wittstock había sido una batalla que él erróneamente había reclamado de Leslie después del hecho (presenciado por sus informes diferentes de 1636 y 1640), Chemnitz fue probablemente su mejor momento. Al parecer, no quiso aceptar las ofertas que le había hecho el emperador para que entrara a su servicio.[1]

## Familia
Su hijo recibió la dignidad de conde